# Єркебулан Тунгишбаєв
Єркебулан Тунгишбаєв (каз. Еркебұлан Тұңғышбаев, нар. 14 січня 1995, Шимкент) — казахський футболіст, нападник клубу «Ордабаси».
Виступав за національну збірну Казахстану.

## Клубна кар'єра
Народився 14 січня 1995 року у Шимкенті. Вихованець футбольної школи клубу «Ордабаси».
У дорослому футболі дебютував 2013 року виступами на правах оренди за «Киран», в якому того року взяв участь у 26 матчах чемпіонату. 
У 2014–2018 роках грав за рідний «Ордабаси», де також був одним з основних гравців атакувальної ланки. Згодом два сезони відіграв за «Кайрат», у складі якого ставав чемпіоном Казахстану 2020 року, після чого знову грав у складі «Ордабаси».
Сезон 2022 року відіграв за «Аксу», а наступного року утретє приєднався до рідного «Ордабаси».

## Виступи за збірні
2013 року дебютував у складі юнацької збірної Казахстану (U-19), загалом на юнацькому рівні взяв участь у 3 іграх.
2015 року залучався до складу молодіжної збірної Казахстану. На молодіжному рівні зіграв у 4 офіційних матчах.
Протягом 2016–2021 років провів 12 ігор за національну збірну Казахстану.

## Титули і досягнення
- Чемпіон Казахстану (2):

«Кайрат»: 2020
«Ордабаси»: 2023